# Formel-1-Weltmeisterschaft 1987

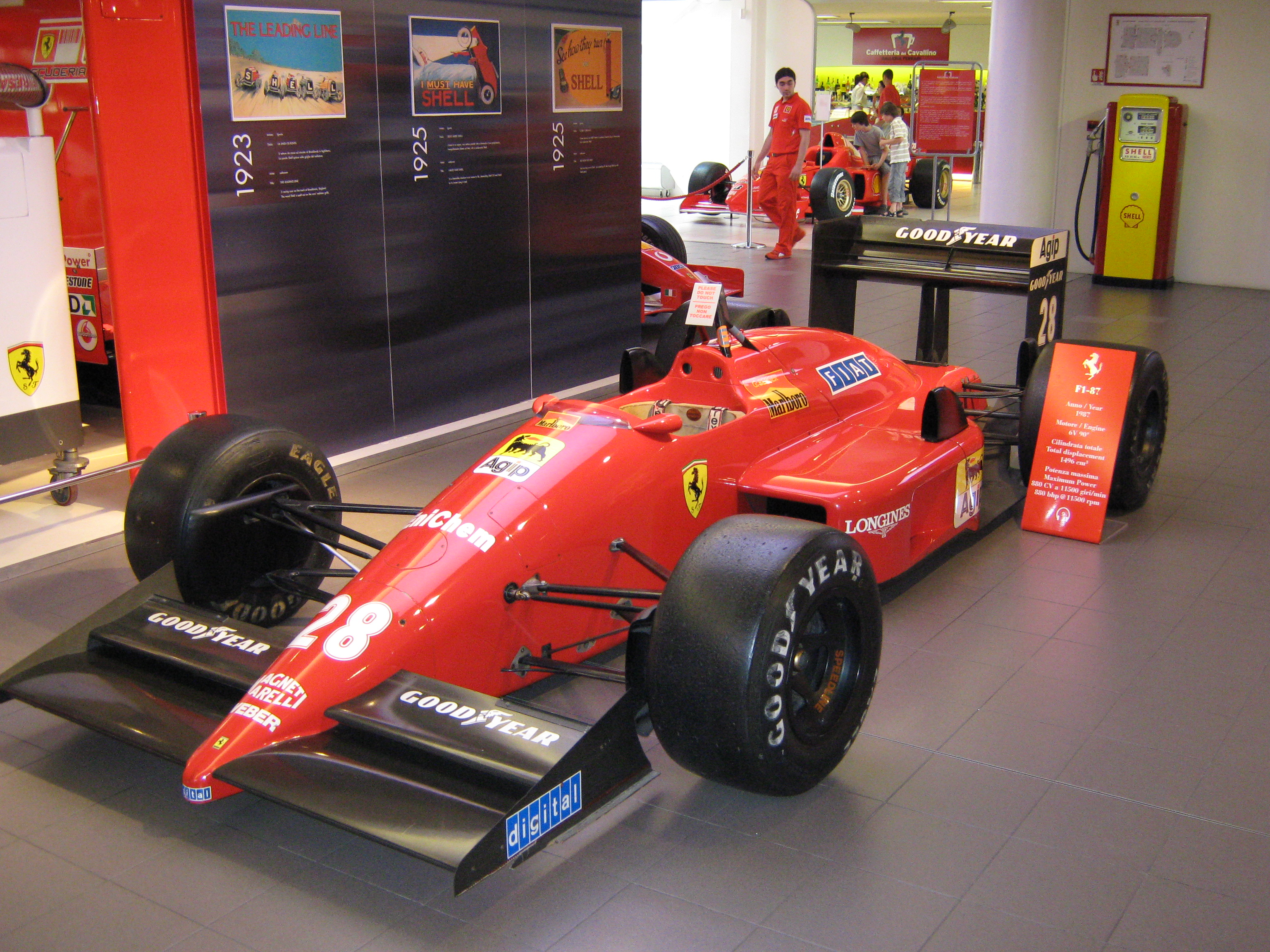
1987er Ferrari F1/87 Turbo, mit dem Gerhard Berger zwei GP gewann

Die Formel-1-Weltmeisterschaft 1987 war die 38. Saison der Formel-1-Weltmeisterschaft. Sie wurde über 16 Rennen in der Zeit vom 12. April 1987 bis zum 15. November 1987 ausgetragen. Nelson Piquet gewann zum dritten Mal die Fahrerweltmeisterschaft. Williams wurde zum vierten Mal Konstrukteursweltmeister.

## Änderungen 1987

### Reglement
Nachdem 1986 ausschließlich Turbomotoren zugelassen gewesen waren, überraschte die FIA am 3. Oktober 1986 die Konstrukteure mit einer kurzfristigen Regeländerung: Beginnend mit der Saison 1987 ließ sie in der Formel 1 neben den Turbos wieder Saugmotoren zu, deren Hubraumgrenze auf 3,5 Liter angehoben wurde. Mit dieser Regeländerung beabsichtigte die FIA eine Kostensenkung und hoffte, die Formel 1 für neue Teams wirtschaftlich attraktiv zu machen. Als weiteren Anreiz schrieb die FIA mit der Colin-Chapman-Trophy und der Jim-Clark-Trophy eigene Wertungen für die Saugmotorteams und -Fahrer aus.
Um den Wettbewerb weiter anzufeuern, wurde für Turbomotoren zudem eine Beschränkung des Ladedrucks auf 4 bar eingeführt, die mit Hilfe markanter „Pop off“-Ventile durchgesetzt werden sollte. Zudem blieb für Fahrzeuge mit Turbomotoren die Benzinmenge auf 195 l begrenzt, wohingegen die Menge für Fahrzeuge mit Saugmotoren unbeschränkt blieb. Zudem wurde das Mindestgewicht der Fahrzeuge auf 500 kg angehoben.

### Rennstrecken
1987 fand kein Großer Preis von Kanada statt, da der örtliche Veranstalter in Streitigkeiten mit den Sponsoren verwickelt war. Das Jahr wurde dafür für Umbaumaßnahmen am Circuit Gilles-Villeneuve genutzt. Stattdessen kehrte der Große Preis von Japan nach zehnjähriger Abwesenheit in den Rennkalender zurück und wurde erstmals auf dem Suzuka International Racing Course ausgetragen.
Daneben wechselte der Große Preis von Großbritannien letztmals von Brands Hatch auf den Silverstone Circuit, wo dieses Rennen seither stattfindet. Außerdem wurde der Große Preis von Spanien aus dem Herbst ins Frühjahr verlegt, ebenso der Große Preis von Belgien vor den Großen Preis von Monaco.

### Teams
Mit der Aussicht auf den Einsatz kostengünstiger Saugmotoren betraten die neuen Teams March, Larrousse und Coloni die Bühne der Formel 1. Hingegen trat Team Haas 1987 nicht erneut an. Zudem scheiterte der Versuch des Teams Middlebridge-Trussardi, mit einem alten Benetton-Chassis während der Saison in den Rennbetrieb einzusteigen.

### Motoren
Der einzige Motorenhersteller, der kurzfristig auf die Regeländerung reagieren konnte, war Cosworth. Aus dem 1966 konstruierten DFV-Achtzylinder wurde innerhalb von drei Monaten eine 3,5-Liter-Variante entwickelt, die die Bezeichnung DFZ erhielt. Er war der einzige Saugmotor, der in dieser Saison eingesetzt wurde. Tyrrell und AGS verwendeten diesen Motor, ebenso die neuen Wettbewerber March, Larrousse und Coloni, sodass insgesamt fünf Teams für die Colin Chapman Trophy antraten.
BMW und Renault beendeten nach der Saison 1986 die Lieferung von Kundenmotoren, sodass mehrere Teams gezwungen waren, sich nach neuen Motorenpartnern umzusehen. Ausgenommen davon war lediglich Brabham, der bisherige Werkspartner von BMW, der allerdings eine um 75° auf die Seite gekippte Bauform des M12-Motors verwenden musste, die im Vorjahr exklusiv für den Aufsehen erregenden, technisch aber enttäuschenden BT55 angefertigt worden war. Der Restbestand an M12-Motoren wurde dagegen von Jackie Olivers Unternehmen Megatron erworben und zunächst ausschließlich an Olivers Rennstall Arrows vergeben. Benetton, ein weiterer BMW-Kunde, wurde dagegen Werkspartner von Ford und setzte exklusiv den GBA-Turbomotor ein, der im Vorjahr dem Haas-Team vorbehalten gewesen war.
Von den ehemaligen Renault-Kunden kehrte Tyrrell wie erwähnt zu Cosworth-Saugmotoren zurück. Lotus hatte wiederum nunmehr Zugriff auf Honda-Motoren. Für die Équipe Ligier entwickelte sich die Suche eines Motorpartners dagegen zum Martyrium: Eine Zusage von Alfa Romeo, das Team mit dem neu konstruierten 415T-Turbomotor zu beliefern, wurde knapp zwei Wochen vor Saisonbeginn nach enttäuschenden Testfahrten überraschend zurückgezogen. Erst mit politischer Hilfe aus dem französischen Sportministerium konnte Ligier schließlich ebenfalls Megatron-Motoren erwerben, das erste Saisonrennen musste das Team jedoch aussetzen.

### Reifen
Der italienische Reifenhersteller Pirelli zog sich nach der Saison 1986 aus der Formel 1 zurück. Entsprechend wurden nun sämtliche Teams von Goodyear ausgerüstet.

### Technische Innovation
Lotus brachte im 99T erstmals eine aktive Radaufhängung zum Einsatz, in der computergesteuert das Fahrverhalten ausgewertet und die Federung hydraulisch an die entsprechende Situation angepasst werden sollte. Entsprechende Systeme waren teuer und aufwändig und blieben daher in den nächsten Jahren nur finanzstärkeren Teams vorbehalten, waren aber spätestens Anfang der 1990er Jahre entscheidend für den Erfolg, bis sie zur Saison 1994 neben weiteren Fahrhilfen gänzlich verboten wurden.

### Fahrer
McLaren holte für Keke Rosberg, der mit Ablauf der Saison 1986 seine Formel-1-Karriere beendet hatte, den Schweden Stefan Johansson von Ferrari ins Team. Ferrari verpflichtete dafür den österreichischen Shootingstar Gerhard Berger von Benetton, der im Vorjahr in seiner erst zweiten vollständigen Saison bereits ein Rennen für den damals neuen Rennstall gewinnen konnte. Bergers Platz bei Benetton wurde von Thierry Boutsen eingenommen, der von Arrows kam, wo er und Berger 1985 Teamkollegen gewesen waren.
Lotus reagierte mit seiner Fahrerwahl wiederum auf die Wünsche von Unterstützern des Teams und brachte dem Willen des Motorenlieferanten Honda entsprechend den japanischen Debütanten Satoru Nakajima ins Cockpit, nachdem neben dem Nr.-1-Fahrer Ayrton Senna in der Vorsaison bereits Johnny Dumfries auf Wunsch des Hauptsponsors angetreten war. Ferner wechselte Ivan Capelli, der im Vorjahr die beiden einzigen Rennen des damals neuen AGS-Teams gefahren war, zu March, wo er bis 1991 bleiben sollte.
Der umstrittene, aber erfahrene Andrea de Cesaris wechselte von Minardi zu Brabham. Der vormalige Brabham-Fahrer Derek Warwick wechselte dafür zu Arrows, ebenso wie Eddie Cheever, der im Vorjahr keinen Stammplatz erhalten hatte und lediglich einen Einsatz für Team Haas gefahren war. Christian Danner, der andere Arrows-Fahrer 1986 neben Boutsen, wechselte dafür zum deutschen Zakspeed-Team, das sich ebenso wie Arrows komplett neu aufstellte. Neben Danner kam Martin Brundle zum Team, das dafür im Tausch Jonathan Palmer an Tyrrell abgab und wiederum den Niederländer Huub Rothengatter entließ.
Mit dem Ausstieg von Team Haas endeten auch die Formel-1-Karrieren von Alan Jones und Patrick Tambay.
Während der Saison blieben die Besetzungen der Teams größtenteils stabil. Eine prominente Ausnahme war Williams, das seinen für 1988 verpflichteten Fahrer Riccardo Patrese bereits im letzten Saisonrennen als Ersatz für den verletzten Stammfahrer Nigel Mansell einsetzte. Anstelle von Patrese kam dadurch bei Brabham Stefano Modena zu seinem Formel-1-Debüt. Zwei Rennen vor Saisonende ersetzt wurde AGS-Fahrer Pascal Fabre, dessen Platz mit Roberto Moreno ein weiterer Debütant einnahm. Daneben setzte der italienische Rennstall Osella sein zweites Fahrzeug nur unregelmäßig ein, sodass hier mit Gabriele Tarquini und Franco Forini ebenfalls verschiedene Fahrer zum Einsatz kamen.

## Teams und Fahrer
| Foto                 | Team                           | Chassis                               | Motor                    | Reifen | Nr.             | Stammfahrer        | Rennen | Test-/ Ersatzfahrer            |
| -------------------- | ------------------------------ | ------------------------------------- | ------------------------ | ------ | --------------- | ------------------ | ------ | ------------------------------ |
| McLaren MP4/3        | Marlboro McLaren International | McLaren MP4/3                         | TAG 1.5 V6t              | G      | 01              | Alain Prost        | 1–16   | n/a                            |
| McLaren MP4/3        | Marlboro McLaren International | McLaren MP4/3                         | TAG 1.5 V6t              | G      | 02              | Stefan Johansson   | 1–16   | n/a                            |
| Tyrrell 016          | Data General Team Tyrrell      | Tyrrell DG016                         | Ford Cosworth DFZ 3.5 V8 | G      | 03              | Jonathan Palmer    | 1–16   | n/a                            |
| Tyrrell 016          | Data General Team Tyrrell      | Tyrrell DG016                         | Ford Cosworth DFZ 3.5 V8 | G      | 04              | Philippe Streiff   | 1–16   | n/a                            |
| Williams FW11B       | Canon Williams Honda Team      | Williams FW11B                        | Honda 1.5 V6t            | G      | 05              | Nigel Mansell      | 1–15   | Jean-Louis Schlesser           |
| Williams FW11B       | Canon Williams Honda Team      | Williams FW11B                        | Honda 1.5 V6t            | G      | 05              | Riccardo Patrese   | 16     | Jean-Louis Schlesser           |
| Williams FW11B       | Canon Williams Honda Team      | Williams FW11B                        | Honda 1.5 V6t            | G      | 06              | Nelson Piquet      | 1–16   | Jean-Louis Schlesser           |
| Brabham BT56 (vorne) | Motor Racing Developments      | Brabham BT56                          | BMW 1.5 L4t              | G      | 07              | Riccardo Patrese   | 1–15   | n/a                            |
| Brabham BT56 (vorne) | Motor Racing Developments      | Brabham BT56                          | BMW 1.5 L4t              | G      | 07              | Stefano Modena     | 16     | n/a                            |
| Brabham BT56 (vorne) | Motor Racing Developments      | Brabham BT56                          | BMW 1.5 L4t              | G      | 08              | Andrea de Cesaris  | 1–16   |                                |
| Zakspeed 871         | West Zakspeed Racing           | Zakspeed 861 Zakspeed 871             | Zakspeed 1.5 L4t         | G      | 09              | Martin Brundle     | 1–16   | n/a                            |
| Zakspeed 871         | West Zakspeed Racing           | Zakspeed 861 Zakspeed 871             | Zakspeed 1.5 L4t         | G      | 10              | Christian Danner   | 1–16   | n/a                            |
| Lotus 99T            | Camel Team Lotus Honda         | Lotus 99T                             | Honda 1.5 V6t            | G      | 11              | Satoru Nakajima    | 1–16   | n/a                            |
| Lotus 99T            | Camel Team Lotus Honda         | Lotus 99T                             | Honda 1.5 V6t            | G      | 12              | Ayrton Senna       | 1–16   | n/a                            |
|                      | Team El Charro AGS             | AGS JH22                              | Ford Cosworth DFZ 3.5 V8 | G      | 14              | Pascal Fabre       | 1–14   | n/a                            |
| Roberto Moreno       | Team El Charro AGS             | AGS JH22                              | Ford Cosworth DFZ 3.5 V8 | G      | 14              | 15, 16             |        | n/a                            |
|                      | Leyton House March Racing Team | March 87P March 871                   | Ford Cosworth DFZ 3.5 V8 | G      | 16              | Ivan Capelli       | 1–16   | Kris Nissen                    |
| Arrows A10           | USF&G Arrows Megatron          | Arrows A10                            | Megatron 1.5 L4t         | G      | 17              | Derek Warwick      | 1–16   | n/a                            |
| Arrows A10           | USF&G Arrows Megatron          | Arrows A10                            | Megatron 1.5 L4t         | G      | 18              | Eddie Cheever      | 1–16   | n/a                            |
|                      | Benetton Formula Ltd.          | Benetton B187                         | Ford TEC 1.5 V6t         | G      | 19              | Teo Fabi           | 1–16   | Johnny Dumfries Emanuele Pirro |
| 20                   | Benetton Formula Ltd.          | Benetton B187                         | Ford TEC 1.5 V6t         | G      | Thierry Boutsen | 1–16               |        | Johnny Dumfries Emanuele Pirro |
| Osella FA1G          | Osella Squadra Corse           | Osella FA1G Osella FA1I               | Alfa Romeo 890T 1.5 V8t  | G      | 21              | Alex Caffi         | 1–16   | n/a                            |
| Osella FA1G          | Osella Squadra Corse           | Osella FA1G Osella FA1I               | Alfa Romeo 890T 1.5 V8t  | G      | 22              | Gabriele Tarquini  | 2      | n/a                            |
| Osella FA1G          | Osella Squadra Corse           | Osella FA1G Osella FA1I               | Alfa Romeo 890T 1.5 V8t  | G      | 22              | Franco Forini      | 11–13  | n/a                            |
| Minardi M187         | Minardi Team SpA               | Minardi M187                          | Motori Moderni 1.5 V6t   | G      | 23              | Adrián Campos      | 1–16   | Franco Scapini                 |
| Minardi M187         | Minardi Team SpA               | Minardi M187                          | Motori Moderni 1.5 V6t   | G      | 24              | Alessandro Nannini | 1–16   | Franco Scapini                 |
| Ligier JS29          | Ligier Loto                    | Ligier JS29 Ligier JS29B Ligier JS29C | Megatron 1.5 L4t         | G      | 25              | René Arnoux        | 2–16   | n/a                            |
| Ligier JS29          | Ligier Loto                    | Ligier JS29 Ligier JS29B Ligier JS29C | Megatron 1.5 L4t         | G      | 26              | Piercarlo Ghinzani | 2–16   | n/a                            |
| Ferrari F1/87        | Scuderia Ferrari SpA SEFAC     | Ferrari F1/87                         | Ferrari 1.5 V6t          | G      | 27              | Michele Alboreto   | 1–16   | n/a                            |
| Ferrari F1/87        | Scuderia Ferrari SpA SEFAC     | Ferrari F1/87                         | Ferrari 1.5 V6t          | G      | 28              | Gerhard Berger     | 1–16   | n/a                            |
| Larrousse LC87       | Larrousse Calmels              | Lola LC87                             | Ford Cosworth DFZ 3.5 V8 | G      | 29              | Yannick Dalmas     | 14–16  | n/a                            |
| Larrousse LC87       | Larrousse Calmels              | Lola LC87                             | Ford Cosworth DFZ 3.5 V8 | G      | 30              | Philippe Alliot    | 2–16   | n/a                            |
|                      | Enzo Coloni Racing Car System  | Coloni FC187                          | Ford Cosworth DFZ 3.5 V8 | G      | 32              | Nicola Larini      | 11, 13 | n/a                            |

## Rennkalender
| Nr. | Datum         | Grand Prix (Strecke)           | Distanz (km) | Sieger                            | Zweiter                                | Dritter                                | Pole- Position                 | Schnellste Rennrunde              | Gesamtführender Fahrer            | Gesamtführender Konstrukteur |
| --- | ------------- | ------------------------------ | ------------ | --------------------------------- | -------------------------------------- | -------------------------------------- | ------------------------------ | --------------------------------- | --------------------------------- | ---------------------------- |
| 01  | 12. April     | Brasilien (Jacarepaguá)        | 306,891      | Alain Prost (McLaren-TAG-Porsche) | Nelson Piquet (Williams-Honda)         | Stefan Johansson (McLaren-TAG-Porsche) | Nigel Mansell (Williams-Honda) | Nelson Piquet (Williams-Honda)    | Alain Prost (McLaren-TAG-Porsche) | McLaren-TAG-Porsche          |
| 02  | 3. Mai        | San Marino (Imola)             | 297,360      | Nigel Mansell (Williams-Honda)    | Ayrton Senna (Lotus-Honda)             | Michele Alboreto (Ferrari)             | Ayrton Senna (Lotus-Honda)     | Teo Fabi (Benetton-Ford)          | Nigel Mansell (Williams-Honda)    | Williams-Honda               |
| 03  | 17. Mai       | Belgien (Spa-Francorchamps)    | 298,420      | Alain Prost (McLaren-TAG-Porsche) | Stefan Johansson (McLaren-TAG-Porsche) | Andrea de Cesaris (Brabham-BMW)        | Nigel Mansell (Williams-Honda) | Alain Prost (McLaren-TAG-Porsche) | Alain Prost (McLaren-TAG-Porsche) | McLaren-TAG-Porsche          |
| 04  | 31. Mai       | Monaco (Monte Carlo)           | 259,584      | Ayrton Senna (Lotus-Honda)        | Nelson Piquet (Williams-Honda)         | Michele Alboreto (Ferrari)             | Nigel Mansell (Williams-Honda) | Ayrton Senna (Lotus-Honda)        | Alain Prost (McLaren-TAG-Porsche) | McLaren-TAG-Porsche          |
| 05  | 21. Juni      | USA (Detroit)                  | 253,449      | Ayrton Senna (Lotus-Honda)        | Nelson Piquet (Williams-Honda)         | Alain Prost (McLaren-TAG-Porsche)      | Nigel Mansell (Williams-Honda) | Ayrton Senna (Lotus-Honda)        | Ayrton Senna (Lotus-Honda)        | McLaren-TAG-Porsche          |
| 06  | 5. Juli       | Frankreich (Le Castellet)      | 305,040      | Nigel Mansell (Williams-Honda)    | Nelson Piquet (Williams-Honda)         | Alain Prost (McLaren-TAG-Porsche)      | Nigel Mansell (Williams-Honda) | Nelson Piquet (Williams-Honda)    | Ayrton Senna (Lotus-Honda)        | Williams-Honda               |
| 07  | 12. Juli      | Großbritannien (Silverstone)   | 310,570      | Nigel Mansell (Williams-Honda)    | Nelson Piquet (Williams-Honda)         | Ayrton Senna (Lotus-Honda)             | Nelson Piquet (Williams-Honda) | Nigel Mansell (Williams-Honda)    | Ayrton Senna (Lotus-Honda)        | Williams-Honda               |
| 08  | 26. Juli      | Deutschland (Hockenheim)       | 299,068      | Nelson Piquet (Williams-Honda)    | Stefan Johansson (McLaren-TAG-Porsche) | Ayrton Senna (Lotus-Honda)             | Nigel Mansell (Williams-Honda) | Nigel Mansell (Williams-Honda)    | Nelson Piquet (Williams-Honda)    | Williams-Honda               |
| 09  | 9. August     | Ungarn (Mogyoród)              | 305,064      | Nelson Piquet (Williams-Honda)    | Ayrton Senna (Lotus-Honda)             | Alain Prost (McLaren-TAG-Porsche)      | Nigel Mansell (Williams-Honda) | Nelson Piquet (Williams-Honda)    | Nelson Piquet (Williams-Honda)    | Williams-Honda               |
| 10  | 16. August    | Österreich (Spielberg)         | 308,984      | Nigel Mansell (Williams-Honda)    | Nelson Piquet (Williams-Honda)         | Teo Fabi (Benetton-Ford)               | Nelson Piquet (Williams-Honda) | Nigel Mansell (Williams-Honda)    | Nelson Piquet (Williams-Honda)    | Williams-Honda               |
| 11  | 6. September  | Italien (Monza)                | 290,000      | Nelson Piquet (Williams-Honda)    | Ayrton Senna (Lotus-Honda)             | Nigel Mansell (Williams-Honda)         | Nelson Piquet (Williams-Honda) | Ayrton Senna (Lotus-Honda)        | Nelson Piquet (Williams-Honda)    | Williams-Honda               |
| 12  | 20. September | Portugal (Estoril)             | 304,500      | Alain Prost (McLaren-TAG-Porsche) | Gerhard Berger (Ferrari)               | Nelson Piquet (Williams-Honda)         | Gerhard Berger (Ferrari)       | Gerhard Berger (Ferrari)          | Nelson Piquet (Williams-Honda)    | Williams-Honda               |
| 13  | 27. September | Spanien (Jerez de la Frontera) | 303,696      | Nigel Mansell (Williams-Honda)    | Alain Prost (McLaren-TAG-Porsche)      | Stefan Johansson (McLaren-TAG-Porsche) | Nelson Piquet (Williams-Honda) | Gerhard Berger (Ferrari)          | Nelson Piquet (Williams-Honda)    | Williams-Honda               |
| 14  | 18. Oktober   | Mexiko (Mexiko-Stadt)          | 278,523      | Nigel Mansell (Williams-Honda)    | Nelson Piquet (Williams-Honda)         | Riccardo Patrese (Brabham-BMW)         | Nigel Mansell (Williams-Honda) | Nelson Piquet (Williams-Honda)    | Nelson Piquet (Williams-Honda)    | Williams-Honda               |
| 15  | 1. November   | Japan (Suzuka)                 | 298,809      | Gerhard Berger (Ferrari)          | Ayrton Senna (Lotus-Honda)             | Stefan Johansson (McLaren-TAG-Porsche) | Gerhard Berger (Ferrari)       | Alain Prost (McLaren-TAG-Porsche) | Nelson Piquet (Williams-Honda)    | Williams-Honda               |
| 16  | 15. November  | Australien (Adelaide)          | 309,960      | Gerhard Berger (Ferrari)          | Michele Alboreto (Ferrari)             | Thierry Boutsen (Benetton-Ford)        | Gerhard Berger (Ferrari)       | Gerhard Berger (Ferrari)          | Nelson Piquet (Williams-Honda)    | Williams-Honda               |

## Rennberichte

### Großer Preis von Brasilien
| Platz | Fahrer           | Team                | Zeit        |
| ----- | ---------------- | ------------------- | ----------- |
| 1     | Alain Prost      | McLaren-TAG-Porsche | 1:39:45,141 |
| 2     | Nelson Piquet    | Williams-Honda      | + 40,547    |
| 3     | Stefan Johansson | McLaren-TAG-Porsche | + 56,758    |
| PP    | Nigel Mansell    | Williams-Honda      | 1:26,128    |
| SR    | Nelson Piquet    | Williams-Honda      | 1:33,861    |

Der Große Preis von Brasilien auf dem Autódromo Internacional Nelson Piquet in Jacarepaguá, einem Vorort von Rio de Janeiro in Brasilien fand am 12. April 1987 statt und ging über 61 Runden (306,891 km).

### Großer Preis von San Marino
| Platz | Fahrer           | Team           | Zeit        |
| ----- | ---------------- | -------------- | ----------- |
| 1     | Nigel Mansell    | Williams-Honda | 1:31:24,076 |
| 2     | Ayrton Senna     | Lotus-Honda    | + 27,545    |
| 3     | Michele Alboreto | Ferrari        | + 39,144    |
| PP    | Ayrton Senna     | Lotus-Honda    | 1:25,826    |
| SR    | Teo Fabi         | Benetton-Ford  | 1:29,246    |

Der Große Preis von San Marino in Imola fand am 3. Mai 1987 statt und ging über 59 Runden (297,36 km).

### Großer Preis von Belgien
| Platz | Fahrer            | Team                | Zeit          |
| ----- | ----------------- | ------------------- | ------------- |
| 1     | Alain Prost       | McLaren-TAG-Porsche | 1:27:03,217   |
| 2     | Stefan Johansson  | McLaren-TAG-Porsche | + 24,764      |
| 3     | Andrea de Cesaris | Brabham-BMW         | nicht im Ziel |
| PP    | Nigel Mansell     | Williams-Honda      | 1:52,026      |
| SR    | Alain Prost       | McLaren-TAG-Porsche | 1:57,153      |

Der Große Preis von Belgien in Spa-Francorchamps fand am 17. Mai 1987 statt und ging über eine Distanz von 43 Runden (298,42 km).
De Cesaris blieb in der letzten Runde wegen Treibstoffmangels liegen, konnte aber den dritten Platz halten.

### Großer Preis von Monaco
| Platz | Fahrer           | Team           | Zeit        |
| ----- | ---------------- | -------------- | ----------- |
| 1     | Ayrton Senna     | Lotus-Honda    | 1:57:54,085 |
| 2     | Nelson Piquet    | Williams-Honda | + 33,212    |
| 3     | Michele Alboreto | Ferrari        | + 1:12,839  |
| PP    | Nigel Mansell    | Williams-Honda | 1:23,039    |
| SR    | Ayrton Senna     | Lotus-Honda    | 1:27,685    |

Der Große Preis von Monaco in Monte Carlo fand am 31. Mai 1987 statt und ging über 78 Runden (259,584 km).

### Großer Preis der USA
| Platz | Fahrer        | Team                | Zeit        |
| ----- | ------------- | ------------------- | ----------- |
| 1     | Ayrton Senna  | Lotus-Honda         | 1:50:16,358 |
| 2     | Nelson Piquet | Williams-Honda      | + 33,819    |
| 3     | Alain Prost   | McLaren-TAG-Porsche | + 45,327    |
| PP    | Nigel Mansell | Williams-Honda      | 1:39,264    |
| SR    | Ayrton Senna  | Lotus-Honda         | 1:40,464    |

Der Große Preis der USA auf dem Detroit Street Circuit in Detroit, Michigan fand am 21. Juni 1987 statt und ging über eine Distanz von 63 Runden (253,449 km).

### Großer Preis von Frankreich
| Platz | Fahrer        | Team                | Zeit        |
| ----- | ------------- | ------------------- | ----------- |
| 1     | Nigel Mansell | Williams-Honda      | 1:37,03.839 |
| 2     | Nelson Piquet | Williams-Honda      | + 7,711     |
| 3     | Alain Prost   | McLaren-TAG-Porsche | + 55,255    |
| PP    | Nigel Mansell | Williams-Honda      | 1:06,454    |
| SR    | Nelson Piquet | Williams-Honda      | 1:09,548    |

Der Große Preis von Frankreich auf dem Circuit Paul Ricard fand am 5. Juli 1987 statt und ging über eine Distanz von 80 Runden (305,04 km).

### Großer Preis von Großbritannien
| Platz | Fahrer        | Team           | Zeit        |
| ----- | ------------- | -------------- | ----------- |
| 1     | Nigel Mansell | Williams-Honda | 1:19:11,780 |
| 2     | Nelson Piquet | Williams-Honda | + 1,918     |
| 3     | Ayrton Senna  | Lotus-Honda    | + 1 Runde   |
| PP    | Nelson Piquet | Williams-Honda | 1:07,110    |
| SR    | Nigel Mansell | Williams-Honda | 1:09,832    |

Der Große Preis von Großbritannien in Silverstone fand am 12. Juli 1987 statt und ging über eine Distanz von 65 Runden (310,57 km).

### Großer Preis von Deutschland
| Platz | Fahrer           | Team                | Zeit        |
| ----- | ---------------- | ------------------- | ----------- |
| 1     | Nelson Piquet    | Williams-Honda      | 1:21:25,091 |
| 2     | Stefan Johansson | McLaren-TAG-Porsche | + 1:39,591  |
| 3     | Ayrton Senna     | Lotus-Honda         | + 1 Runde   |
| PP    | Nigel Mansell    | Williams-Honda      | 1:42,616    |
| SR    | Nigel Mansell    | Williams-Honda      | 1:45,716    |

Der Große Preis von Deutschland in Hockenheim fand am 26. Juli 1987 statt und ging über eine Distanz von 44 Runden (299,068 km).

### Großer Preis von Ungarn
| Platz | Fahrer        | Team                | Zeit        |
| ----- | ------------- | ------------------- | ----------- |
| 1     | Nelson Piquet | Williams-Honda      | 1:59:26,793 |
| 2     | Ayrton Senna  | Lotus-Honda         | + 37,727    |
| 3     | Alain Prost   | McLaren-TAG-Porsche | + 1:27,456  |
| PP    | Nigel Mansell | Williams-Honda      | 1:28,047    |
| SR    | Nelson Piquet | Williams-Honda      | 1:30,149    |

Der Große Preis von Ungarn auf dem Hungaroring in Mogyoród fand am 9. August 1987 statt und ging über eine Distanz von 76 Runden (305,064 km).

### Großer Preis von Österreich
| Platz | Fahrer        | Team           | Zeit        |
| ----- | ------------- | -------------- | ----------- |
| 1     | Nigel Mansell | Williams-Honda | 1:18:44,898 |
| 2     | Nelson Piquet | Williams-Honda | + 55,704    |
| 3     | Teo Fabi      | Benetton-Ford  | + 1 Runde   |
| PP    | Nelson Piquet | Williams-Honda | 1:23,357    |
| SR    | Nigel Mansell | Williams-Honda | 1:28,318    |

Der Große Preis von Österreich auf dem Österreichring in Zeltweg fand am 16. August 1987 statt und ging über eine Distanz von 52 Runden (308,984 km).

### Großer Preis von Italien
| Platz | Fahrer        | Team           | Zeit        |
| ----- | ------------- | -------------- | ----------- |
| 1     | Nelson Piquet | Williams-Honda | 1:14:47,707 |
| 2     | Ayrton Senna  | Lotus-Honda    | + 1,806     |
| 3     | Nigel Mansell | Williams-Honda | + 49,036    |
| PP    | Nelson Piquet | Williams-Honda | 1:23,46     |
| SR    | Ayrton Senna  | Lotus-Honda    | 1:26,796    |

Der Große Preis von Italien in Monza fand am 6. September 1987 statt und ging über eine Distanz von 50 Runden (290,0 km).

### Großer Preis von Portugal
| Platz | Fahrer         | Team                | Zeit        |
| ----- | -------------- | ------------------- | ----------- |
| 1     | Alain Prost    | McLaren-TAG-Porsche | 1:37:03,906 |
| 2     | Gerhard Berger | Ferrari             | + 20,493    |
| 3     | Nelson Piquet  | Williams-Honda      | + 1:03,295  |
| PP    | Gerhard Berger | Ferrari             | 1:17,62     |
| SR    | Gerhard Berger | Ferrari             | 1:19,282    |

Der Große Preis von Portugal in Estoril fand am 20. September 1987 statt und ging über eine Distanz von 70 Runden (304,5 km).

### Großer Preis von Spanien
| Platz | Fahrer           | Team                | Zeit        |
| ----- | ---------------- | ------------------- | ----------- |
| 1     | Nigel Mansell    | Williams-Honda      | 1:49:12,692 |
| 2     | Alain Prost      | McLaren-TAG-Porsche | + 22,225    |
| 3     | Stefan Johansson | McLaren-TAG-Porsche | + 30,818    |
| PP    | Nelson Piquet    | Williams-Honda      | 1:22,461    |
| SR    | Gerhard Berger   | Ferrari             | 1:26,986    |

Der Große Preis von Spanien in Jerez fand am 27. September 1987 statt und ging über eine Distanz von 72 Runden (303,696 km).

### Großer Preis von Mexiko
| Platz | Fahrer           | Team           | Zeit        |
| ----- | ---------------- | -------------- | ----------- |
| 1     | Nigel Mansell    | Williams-Honda | 1:26:24,207 |
| 2     | Nelson Piquet    | Williams-Honda | + 26,176    |
| 3     | Riccardo Patrese | Brabham-BMW    | + 1:26,879  |
| PP    | Nigel Mansell    | Williams-Honda | 1:18,383    |
| SR    | Nelson Piquet    | Williams-Honda | 1:19,132    |

Der Große Preis von Mexiko in Mexiko-Stadt fand am 18. Oktober 1987 statt und ging über eine Distanz von 63 Runden (278,523 km).

### Großer Preis von Japan
| Platz | Fahrer           | Team                | Zeit        |
| ----- | ---------------- | ------------------- | ----------- |
| 1     | Gerhard Berger   | Ferrari             | 1:32:58,072 |
| 2     | Ayrton Senna     | Lotus-Honda         | + 17,344    |
| 3     | Stefan Johansson | McLaren-TAG-Porsche | + 17,694    |
| PP    | Gerhard Berger   | Ferrari             | 1:40,042    |
| SR    | Alain Prost      | McLaren-TAG-Porsche | 1:43,844    |

Der Große Preis von Japan in Suzuka fand am 1. November 1987 statt und ging über eine Distanz von 51 Runden (298,809 km).

### Großer Preis von Australien
| Platz | Fahrer           | Team          | Zeit        |
| ----- | ---------------- | ------------- | ----------- |
| 1     | Gerhard Berger   | Ferrari       | 1:52:56,144 |
| 2     | Michele Alboreto | Ferrari       | + 1:07,884  |
| 3     | Thierry Boutsen  | Benetton-Ford | + 1 Runde   |
| PP    | Gerhard Berger   | Ferrari       | 1:17,267    |
| SR    | Gerhard Berger   | Ferrari       | 1:20,416    |

Der Große Preis von Australien in Adelaide fand am 15. November 1987 statt und ging über eine Distanz von 82 Runden (309,878 km).
Der auf Platz 2 ins Ziel gekommene Ayrton Senna wurde nach dem Rennen wegen einer regelwidrigen Bremsanlage disqualifiziert.

## Weltmeisterschaftswertungen
| Platz  | 1 | 2 | 3 | 4 | 5 | 6 |
| Punkte | 9 | 6 | 4 | 3 | 2 | 1 |

In der Fahrerwertung wurden die besten elf Resultate, in der Konstrukteurswertung alle Resultate gewertet.

### Fahrerwertung
| Pos. | Fahrer        | Nr. | Konstrukteur           |     |      |     |     |     |     |     |     |      |     |     |     |      |     |      |     | Punkte  |
| 1    | N. Piquet     | 6   | Williams-Honda         | 2   | DNS  | DNF | 2   | 2   | 2   | 2   | 1   | 1    | 2   | 1   | 3   | (4)  | 2   | *15* | DNF | 73 (76) |
| 2    | N. Mansell    | 5   | Williams-Honda         | 6   | 1    | DNF | DNF | 5   | 1   | 1   | DNF | *14* | 1   | 3   | DNF | 1    | 1   | DNS  | INJ | 61      |
| 3    | A. Senna      | 12  | Lotus-Honda            | DNF | 2    | DNF | 1   | 1   | 4   | 3   | 3   | 2    | 5   | 2   | 7   | 5    | DNF | 2    | DSQ | 57      |
| 4    | A. Prost      | 1   | McLaren-TAG-Porsche    | 1   | DNF  | 1   | *9* | 3   | 3   | DNF | *7* | 3    | 6   | 15  | 1   | 2    | DNF | 7    | DNF | 46      |
| 5    | G. Berger     | 28  | Ferrari                | 4   | DNF  | DNF | 4   | 4   | DNF | DNF | DNF | DNF  | DNF | 4   | 2   | DNF  | DNF | 1    | 1   | 36      |
| 6    | S. Johansson  | 2   | McLaren-TAG-Porsche    | 3   | 4    | 2   | DNF | 7   | 8   | DNF | 2   | DNF  | 7   | 6   | 5   | 3    | DNF | 3    | DNF | 30      |
| 7    | M. Alboreto   | 27  | Ferrari                | *8* | 3    | DNF | 3   | DNF | DNF | DNF | DNF | DNF  | DNF | DNF | DNF | *15* | DNF | 4    | 2   | 17      |
| 8    | T. Boutsen    | 20  | Benetton-Ford          | 5   | DNF  | DNF | DNF | DNF | DNF | 7   | DNF | 4    | 4   | 5   | 14  | *16* | DNF | 5    | 3   | 16      |
| 9    | T. Fabi       | 19  | Benetton-Ford          | DNF | DNF  | DNF | 8   | DNF | 5   | 6   | DNF | DNF  | 3   | 7   | *4* | DNF  | 5   | DNF  | DNF | 12      |
| 10   | E. Cheever    | 18  | Arrows-Megatron        | DNF | DNF  | 4   | DNF | 6   | DNF | DNF | DNF | 8    | DNF | DNF | 6   | *8*  | 4   | *9*  | DNF | 8       |
| 11   | J. Palmer     | 3   | Tyrrell-Ford           | 10  | DNF  | DNF | 5   | 11  | 7   | 8   | 5   | 7    | 14  | 14  | 10  | DNF  | 7   | 8    | 4   | 7       |
| 12   | S. Nakajima   | 11  | Lotus-Honda            | 7   | *6*  | 5   | 10  | DNF | NC  | 4   | DNF | DNF  | 13  | 11  | 8   | 9    | DNF | 6    | DNF | 7       |
| 13   | R. Patrese    | 7   | Brabham-BMW            | DNF | 9    | DNF | DNF | 9   | DNF | DNF | DNF | 5    | DNF | DNF | DNF | 13   | 3   | 11   |     | 6       |
| 13   | R. Patrese    | 5   | Williams-Honda         |     |      |     |     |     |     |     |     |      |     |     |     |      |     |      | *9* | 0       |
| 14   | A. de Cesaris | 8   | Brabham-BMW            | DNF | DNF  | 3   | DNF | DNF | DNF | DNF | DNF | DNF  | DNF | DNF | DNF | DNF  | DNF | DNF  | *8* | 4       |
| 15   | P. Streiff    | 4   | Tyrrell-Ford           | 11  | 8    | 9   | DNF | DNF | 6   | DNF | 4   | 9    | DNF | 12  | 12  | 7    | 8   | 12   | DNF | 4       |
| 16   | D. Warwick    | 17  | Arrows-Megatron        | DNF | *11* | DNF | DNF | DNF | DNF | 5   | DNF | 6    | DNF | DNF | 13  | 10   | DNF | 10   | DNF | 3       |
| 17   | P. Alliot     | 30  | Lola-Ford              |     | 10   | 8   | DNF | DNF | DNF | DNF | 6   | DNF  | 12  | DNF | DNF | 6    | 6   | DNF  | DNF | 3       |
| 18   | M. Brundle    | 9   | Zakspeed               | DNF | 5    | DNF | 7   | DNF | DNF | NC  | NC  | DNF  | DSQ | DNF | DNF | 11   | DNF | DNF  | DNF | 2       |
| 19   | I. Capelli    | 16  | March-Ford             | DNS | DNF  | DNF | 6   | DNF | DNF | DNF | DNF | 10   | 11  | 13  | 9   | 12   | DNF | DNF  | DNF | 1       |
| 20   | R. Arnoux     | 25  | Ligier-Megatron        |     | DNS  | 6   | 11  | 10  | DNF | DNF | DNF | DNF  | 10  | 10  | DNF | DNF  | DNF | DNF  | DNF | 1       |
| 21   | R. Moreno     | 14  | AGS-Ford               |     |      |     |     |     |     |     |     |      |     |     |     |      |     | DNF  | 6   | 1       |
| 22   | Y. Dalmas     | 29  | Lola-Ford              |     |      |     |     |     |     |     |     |      |     |     |     |      | 9   | 14   | 5   | 01      |
| 23   | C. Danner     | 10  | Zakspeed               | 9   | 7    | DNF | EX  | 8   | DNF | DNF | DNF | DNF  | 9   | 9   | DNF | DNF  | DNF | DNF  | 7   | 0       |
| 24   | P. Ghinzani   | 26  | Ligier-Megatron        |     | DNF  | 7   | 12  | DNF | DNF | EX  | DNF | 12   | 8   | 8   | DNF | DNF  | DNF | 13   | DNF | 0       |
| 25   | P. Fabre      | 14  | AGS-Ford               | 12  | 13   | 10  | 13  | 12  | 9   | 9   | DNF | 13   | NC  | DNQ | DNQ | DNF  | DNQ |      |     | 0       |
| 26   | A. Nannini    | 24  | Minardi-Motori Moderni | DNF | DNF  | DNF | DNF | DNF | DNF | DNF | DNF | 11   | DNF | 16  | 11* | DNF  | DNF | DNF  | DNF | 0       |
| 27   | A. Caffi      | 21  | Osella-Alfa Romeo      | DNF | *12* | DNF | DNF | DNF | DNF | DNF | DNF | DNF  | DNF | DNF | DNF | DNQ  | DNF | DNF  | DNQ | 0       |
| 28   | A. Campos     | 23  | Minardi-Motori Moderni | DSQ | DNF  | DNF | DNS | DNF | DNF | DNF | DNF | DNF  | DNF | DNF | DNF | 14   | DNF | DNF  | DNF | 0       |
| —    | F. Forini     | 22  | Osella-Alfa Romeo      |     |      |     |     |     |     |     |     |      |     | DNF | DNF | DNQ  |     |      |     | 0       |
| —    | G. Tarquini   | 22  | Osella-Alfa Romeo      |     | DNF  |     |     |     |     |     |     |      |     |     |     |      |     |      |     | 0       |
| —    | N. Larini     | 32  | Coloni-Ford            |     |      |     |     |     |     |     |     |      |     | DNQ |     | DNF  |     |      |     | 0       |
| —    | S. Modena     | 7   | Brabham-BMW            |     |      |     |     |     |     |     |     |      |     |     |     |      |     |      | DNF | 0       |

1 Der 5. Platz von Yannick Dalmas wurde für die WM-Wertung nicht berücksichtigt, da Lola nur ein Fahrzeug für die WM gemeldet hatte.
| Legende  | Legende            | Legende                                                          |
| Farbe    | Abkürzung          | Bedeutung                                                        |
| -------- | ------------------ | ---------------------------------------------------------------- |
| Gold     | –                  | Sieg                                                             |
| Silber   | –                  | 2. Platz                                                         |
| Bronze   | –                  | 3. Platz                                                         |
| Grün     | –                  | Platzierung in den Punkten                                       |
| Blau     | –                  | Klassifiziert außerhalb der Punkteränge                          |
| Violett  | DNF                | Rennen nicht beendet (did not finish)                            |
| Violett  | NC                 | nicht klassifiziert (not classified)                             |
| Rot      | DNQ                | nicht qualifiziert (did not qualify)                             |
| Rot      | DNPQ               | in Vorqualifikation gescheitert (did not pre-qualify)            |
| Schwarz  | DSQ                | disqualifiziert (disqualified)                                   |
| Weiß     | DNS                | nicht am Start (did not start)                                   |
| Weiß     | WD                 | zurückgezogen (withdrawn)                                        |
| Hellblau | PO                 | nur am Training teilgenommen (practiced only)                    |
| Hellblau | TD                 | Freitags-Testfahrer (test driver)                                |
| ohne     | DNP                | nicht am Training teilgenommen (did not practice)                |
| ohne     | INJ                | verletzt oder krank (injured)                                    |
| ohne     | EX                 | ausgeschlossen (excluded)                                        |
| ohne     | DNA                | nicht erschienen (did not arrive)                                |
| ohne     | C                  | Rennen abgesagt (cancelled)                                      |
| ohne     | keine WM-Teilnahme |                                                                  |
| sonstige | P/fett             | Pole-Position                                                    |
| sonstige | 1/2/3/4/5/6/7/8    | Punktplatzierung im Sprint-/Qualifikationsrennen                 |
| sonstige | SR/kursiv          | Schnellste Rennrunde                                             |
| sonstige | *                  | nicht im Ziel, aufgrund der zurückgelegten Distanz aber gewertet |
| sonstige | ()                 | Streichresultate                                                 |
| sonstige | unterstrichen      | Führender in der Gesamtwertung                                   |

### Konstrukteurswertung

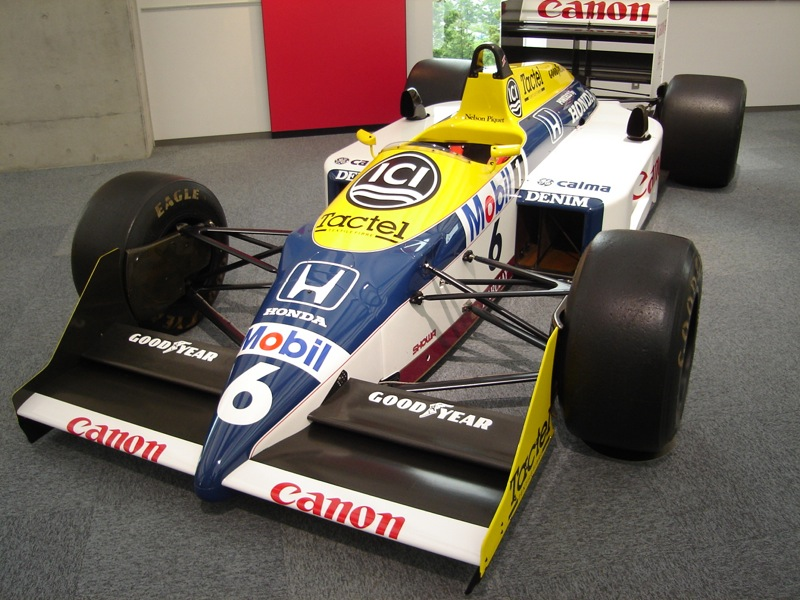
Williams FW11B Honda Turbo von 1987

| Pos. | Konstrukteur         | Punkte |
| ---- | -------------------- | ------ |
| 1    | Williams-HondaT      | 137    |
| 2    | McLaren-TAG-PorscheT | 76     |
| 3    | Lotus-HondaT         | 64     |
| 4    | FerrariT             | 53     |
| 5    | Benetton-FordT       | 28     |
| 6    | Tyrrell-Ford         | 11     |
| 7    | Arrows-MegatronT     | 11     |
| 8    | Brabham-BMWT         | 10     |

| Pos. | Konstrukteur            | Punkte |
| ---- | ----------------------- | ------ |
| 9    | Lola-Ford               | 3      |
| 10   | ZakspeedT               | 2      |
| 11   | Ligier-MegatronT        | 1      |
| 12   | AGS-Ford                | 1      |
| 13   | March-Ford              | 1      |
| 14   | Minardi-Motori ModerniT | 0      |
| 15   | Osella-Alfa RomeoT      | 0      |
| —    | Coloni-Ford             | 0      |

T = Turbomotor

## Colin-Chapman-Trophy
Für die Saugmotor-Teams nahm die FIA 1987 zusätzlich eine eigene Konstrukteurswertung vor, die als Colin-Chapman-Trophy bezeichnet wurde. Gewertet wurden nur die Saugmotorfahrzeuge. Die Punktevergabe entsprach dem System der Konstrukteursweltmeisterschaft. Die Colin-Chapman-Trophäe ging an Tyrrell.
| Pos. | Konstrukteur | Nr. |   |     |     |     |     |     |     |     |     |     |     |     |     |     |     |     | Punkte |
| 1    | Tyrrell-Ford | 3   | 1 | DNF | DNF | 1   | 1   | 2   | 1   | 2   | 1   | 3   | 3   | 2   | DNF | 2   | 1   | 1   | 169    |
| 1    | Tyrrell-Ford | 4   | 2 | 1   | 2   | DNF | DNF | 1   | DNF | 1   | 2   | DNF | 1   | 3   | 2   | 3   | 2   | DNF | 169    |
| 2    | Lola-Ford    | 29  |   |     |     |     |     |     |     |     |     |     |     |     |     | 4   | 4   | 4   | 43     |
| 2    | Lola-Ford    | 30  |   | 2   | 1   | DNF | DNF | DNF | DNF | 3   | DNF | 2   | DNF | DNF | 1   | 1   | DNF | DNF | 43     |
| 3    | AGS-Ford     | 14  | 3 | 3   | 3   | 3   | 2   | 3   | 2   | DNF | 4   | NC  | DNQ | DNQ | DNF | DNQ | DNF | 3   | 41     |
| 4    | March-Ford   | 16  |   | DNF | DNF | 2   | DNF | DNF | DNF | DNF | 3   | 1   | 2   | 1   | 3   | DNF | DNF | DNF | 38     |
| 5    | Coloni-Ford  | 31  |   |     |     |     |     |     |     |     |     |     | DNQ |     | DNF |     |     |     | 0      |

## Kurzmeldungen Formel 1
- In Imola holte Zakspeed erstmals Punkte in der Formel 1.
- Der ehemalige Formel-1-Fahrer Didier Pironi verunglückte mit einem Motorboot tödlich.
- Nigel Mansell verlor die Formel-1-Weltmeisterschaft durch einen Trainingsunfall in Suzuka.
- Das britische Team Middlebridge-Trussardi versuchte, ab dem Großen Preis von Italien mit einem Benetton B186 und Emanuele Pirro und später mit Aguri Suzuki an der Weltmeisterschaft teilzunehmen; es erhielt jedoch keine Starterlaubnis.